# Pentax Z-5p
Pentax «Z-5p» — малоформатный однообъективный зеркальный фотоаппарат с автофокусом, выпускавшийся в 1995 году в чёрном и чёрно-серебристом исполнении.

## Основные характеристики
- Режимы: Av(приоритета диафрагмы), P(режим программной линии), HyM и HyP.
- Встроенный экспонометр.
- Экспокоррекция ±4 EV с шагом — 1/2 EV .
- Блокировка экспозиции.
- Автоспуск. Кроме стандартного автоспуска у этой камеры есть автоспуск с многократным срабатыванием затвора.
- Панорамная съемка.
- Электронный затвор из металлических ламелей с вертикальным ходом 30 — 1/8000 сек, В.
- Питание 6 Вольт 2CR5.
- Встроенный моторный привод протяжки плёнки с возможностью серийной съемки до 4 к/сек.
- Обратная перемотка плёнки (полная или с оставлением 1-го кадра). Функция может срабатывать автоматически при окончании плёнки или вызываться вручную.
- Отображение выдержки и положения диафрагмы в видоискателе.
- ЖКИ-дисплей над видоискателем.
- Функция PowerZoom поддерживается полностью.
- Репетир диафрагмы.
- Брекетинг.

## Совместимость
«Z-5p» может работать с любыми объективами Pentax. Необходимо учесть лишь несколько нюансов:
- существуют объективы рассчитанные для использования с APS-C-камерами. Такие объективы дадут сильнейшее виньетирование;
- с объективами оснащёнными креплением KAF3 и KF не будет работать автофокус. Подтверждение фокусировки работать будет.